# ألفريد إي سين
ألفريد إي سين (بالألمانية: Alfred Senn) (و. 1932 – 2016 م) هو مؤرخ من الولايات المتحدة الأمريكية . ولد في ماديسون، ويسكنسن .
وهو عضو في Lithuanian Academy of Sciences .
توفي في ماديسون، ويسكنسن .

## مناصب وهيئات
أدار جامعة ويسكونسن-ماديسون.

## جوائز
حصل على جوائز منها:
- زمالة غوغنهايم.